# Erwins boks
Udtrykket "Erwins boks" eller en "Erwin box" dækker over forskellige audio og logik elektronik konstruktioner designet af Erwin Anthony for Dansk Politi til kommunikation .
En MC "Radio-Mute" blev benyttet på politiets motorcykler, hvor boxen automatisk selekterede, hvilken signal kilde en politibetjent skulle lytte til. Senere er der kommet en boks fra et andet firma, hvor mobiltelefon og FM radio er indbygget.
En avanceret model bestående af 3 moduler (USB, Mic-Mixer og 4xPower-Amp) findes på Politigården i København, hvor boxen har fat i alle audio-signaler på "vagthavende bordet", som styrer alle betjente i København. "Frekvenskarakteristikken" i denne boks blev udviklet af konstruktøren i samarbejde med Ole Klifoth fra #REDIRECT , som designede højttaleren.
Tilsvarende findes der i resten af Danmark en anden model bestående af 2 moduler (4xSwitch) med tilhørende "AVL aktiv højttaler ". Denne højttaler står på "vagthavende" bordene og består af en effektforstærker med Automatisk Volumen Level til hver at de 3 højttalere i kabinettet.
Modulerne behandler signaler fra mikrofon , headset , telefon , PC , SINE - politiradio, detention , Intercom og dørtelefon.
Logikken i modulerne sikrer, at "vagthavende" kun har dialog med den relevante betjent/ borger. (For eksempel sendes radiolyden ikke ud i telefonen og omvendt).
Modulerne designet til lang holdbar, stabilitet og et godt signal/støj forhold. 
Specifikationerne i modulerne er forskellige afhængig af, til hvilket formål de skal anvendes: de fleste moduler har balancerede 600 Ohm ind- og udgange og arbejder omkring -20dBU.
Konstruktøren har med hensyn til modulerne en god dialog med Politikredsene, Terma , Sikom , 112 sekretariatet og HS gruppen.